# Alexander Schrijver
Alexander "Lex“ Schrijver (4 de maio de 1948) é um matemático neerlandês, que trabalha com otimização combinatória.

## Formação e carreira

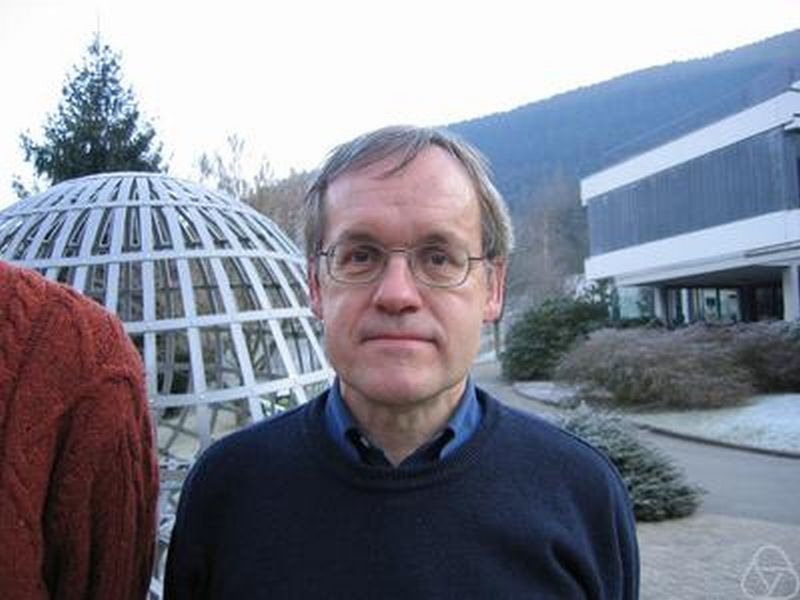
Alexander Schrijver, Instituto de Pesquisas Matemáticas de Oberwolfach, 2004

Schrijver estudou na Universidade Livre de Amsterdam, onde obteve um doutorado em 1977, orientado por Pieter Cornelis Baayen, com a tese Matroids and Linking Systems. Em 1983 foi professor da Universidade de Tilburg, seguindo em 1989 para o Centrum Wiskunde & Informatica (CWI) em Amsterdam.
Foi palestrante convidado do Congresso Internacional de Matemáticos em Berkeley, Califórnia (1986: Polyhedral combinatorics- some recent developments and results) e em Berlim (1998: Routing and time tabling by topological search). Foi palestrante convidado no Congresso Europeu de Matemática em Paris (1992: Paths in graphs and curves on surfaces).

## Prêmios e condecorações
- 1982: Prêmio Fulkerson (para Martin Grötschel, László Lovász, Alexander Schrijver The ellipsoid method and its consequences in combinatorial optimization, Combinatorica, Volume 1, 1981, p. 169–197)
- 1986: Prémio Frederick W. Lanchester[2]
- 1995: Admissão na Academia Real das Artes e Ciências dos Países Baixos
- 2002: Doutor honorário da Universidade de Waterloo em Ontário
- 2003: Prêmio Fulkerson (para Alexander Schrijver, A combinatorial algorithm minimizing submodular functions in strongly polynomial time, Journal of Combinatorial Theory Series B, Volume 80, 2000, p. 346–355); Prêmio George B. Dantzig
- 2004: Prémio Frederick W. Lanchester[2]
- 2005: Prêmio Spinoza[3]
- 2006: Admissão na Academia Leopoldina[4]
- 2008: membro ordinário da Academia Europaea

Schrijver é também fellow da American Mathematical Society.

## Obras
- Combinatorial optimization - polyhedra and efficiency, 3 Bände, Springer 2003 (auch als CD herausgekommen)
- Theory of linear and integer programming, Wiley 1986, 1998
- com Leo Kroon: Spoornetwerken, Nieuw Archief voor Wiskunde, September 2015, pdf (Eisenbahnnetzwerke, holländisch)